# Фара д'Алпаго
Фа̀ра д'Алпа̀го (на италиански: Farra d'Alpago; на венециански: Fàra, Фара) е малко градче в Северна Италия, община Алпаго, провинция Белуно, регион Венето. Разположено е на 395 m надморска височина.